# Luna 7
Luna 7 fue una misión no tripulada del Programa Luna, propuesto por el Programa espacial soviético. La sonda fue lanzada el 4 de octubre de 1965 desde el Cosmódromo de Baikonur, en la Unión Soviética.

## Objetivo
El Luna 7 fue una sonda espacial diseñada para realizar un alunizaje suave sobre la Luna. Sin embargo, la nave se estrelló contra la superficie lunar en el Oceanus Procellarum.

## Causas del fracaso
A diferencia de sus precursores, Luna 7 realizó satisfactoriamente su corrección a mitad del camino hacia la Luna el 5 de octubre de 1965, en preparación de un suave alunizaje dos días más tarde. Lamentablemente, antes del frenado planeado durante el acercamiento a la superficie lunar, la nave espacial de repente perdió el control de actitud y falló en recuperarlo. Entonces, sistemas automáticos programados impidieron encender el motor. El Luna 7 cayó a la superficie lunar a una muy alta velocidad y se estrelló a las 22:08:24, el 7 de octubre al oeste del cráter Kepler, relativamente cerca del objetivo real intencionado. Las coordenadas del impacto fueron 9° de latitud norte y 49° de longitud oeste. La investigación posterior indicó que el sensor óptico del sistema de astronavegación había sido puesto en un ángulo incorrecto y había perdido de vista a la Tierra durante la maniobra de control de actitud crítica. Esto era el décimo fracaso consecutivo en el programa Ye-6.